# Commune IV (Bamako)
La commune IV de Bamako est une des six anciennes communes urbaines et ancienne collectivité territoriale du district de Bamako, la capitale du Mali.

## Géographie
La commune s'étend sur la rive gauche du fleuve Niger à l'ouest du district de Bamako. 
| Dogodouman | Commune III | Commune III |
| Mandé      | Commune IV  | Commune V   |
| Mandé      | Mandé       | Kalabancoro |

## Histoire
Le quartier Hamdallaye est construit vers 1947 à l'initiative du gouverneur du Soudan français, Edmond Louveau. Le nom Hamdallaye est une déformation de Alhamdou Lillahi qui signifie louange à Allah. 
La Commune IV est instaurée par ordonnance en 1978, modifiée par une loi de février 1982 fixant les nouvelles limites des Communes III et IV, elle est confirmée en 1991.

## Quartiers

Carte communale

La commune s'étend sur 8 localités relevées lors du recensement général de 2009. 
Les quartiers les plus peuplés sont :
- Lafiabougou (76 735 habitants)
- Djikoroni Para (74 903 habitants)
- Sébénikoro (63 687 habitants)

En 2009, la commune est constituée de 8 quartiers :
- Djicoroni Para
- Hamdallaye
- Kalambougou
- Lafiabougou
- Lafia
- Sébénikoro
- Sibiribougou
- Talico

## Population
L'accroissement annuel de la population est 4,6 % pendant la période 1998-2009.
| 1976   | 1987    | 1998    | 2009    | 2023    |
| ------ | ------- | ------- | ------- | ------- |
| 92 867 | 137 412 | 186 200 | 300 085 | 467 278 |

## Politique
Le conseil communal de la commune IV est dissout par le conseil des ministres du 22 novembre 2023, la commune est par suite gérée par une délégation spéciale.
| Période                      | Maire élu ou Délégation spéciale | Parti politique                     |
| ---------------------------- | -------------------------------- | ----------------------------------- |
| 2009 - 2010                  | Moussa Mara                      | indépendant                         |
| 3 février 2010 - 7 mars 2011 | Délégation spéciale              |                                     |
| 7 mars 2011 - 2013           | Moussa Mara                      | indépendant                         |
| 2013                         | Issa Amakendé Guindo             | RPM                                 |
| 2016                         | Adama Bérété                     | Yéléma                              |
| 2023                         | Siaka Camara                     | Président de la délégation spéciale |

## Édifices et bâtiments
- Primature
- Ministère de la Santé

### Ambassades
- Ambassade du Burkina Faso
- Ambassade de Libye
- Ambassade de Sierra Leone

## Forces armées
Le siège du 33e régiment des commandos parachutistes des forces armées maliennes est situé au camp de Djicoroni Para.

## Sports
L'Association sportive Réal de Bamako est un club de sports fondé en 1960, ayant son siège sur la Commune IV, il compte des sections football et basketball. Sa section football professionnel évolue en première division (Ligue 1) du championnat du Mali de football.